# Hafschuye-Moschee
Die Hafschuye-Moschee (persisch مسجد هفشویه Masdsched-e-Hafschuye, [mæsd͡ʒɛd ɛ hæfʃujɛ]) ist eine historische Moschee in der Provinz Isfahan. Die Moschee stammt aus der Seldschuken-Ära. Die Kuppel wurde zerstört und die Wände beschädigt. Hauptsächlich wurde das Bauwerk aus Lehmziegeln erbaut, daneben jedoch die Fassade mit Ziegeln bearbeitet.